# Araneus yukon
Araneus yukon är en spindelart som beskrevs av Levi 1971. Araneus yukon ingår i släktet Araneus och familjen hjulspindlar. Inga underarter finns listade i Catalogue of Life.